# Martin Kaut
Martin Kaut, född 2 oktober 1999, är en tjeckisk professionell ishockeyforward som spelar för HC Dynamo Pardubice i Extraliga (EHL). Han draftades av Colorado Avalanche i första rundan som 16:e totalt vid NHL Entry Draft 2018.

## Statistik

### Klubbkarriär
| 2016–17    | HC Dynamo Pardubice | Czech.20   | 22 | 4  | 16 | 22 | 24 | —  | — | — | —  | — |
| 2016–17    | HC Dynamo Pardubice | ELH        | 26 | 0  | 1  | 1  | 6  | —  | — | — | —  | — |
| 2017–18    | HC Dynamo Pardubice | ELH        | 38 | 9  | 7  | 16 | 14 | 7  | 3 | 2 | 5  | 4 |
| 2018–19    | Colorado Eagles     | AHL        | 63 | 12 | 14 | 26 | 34 | 4  | 2 | 0 | 2  | 4 |
| 2019–20    | Colorado Eagles     | AHL        | 34 | 5  | 13 | 18 | 33 | —  | — | — | —  | — |
| 2019–20    | Colorado Avalanche  | NHL        | 9  | 2  | 1  | 3  | 2  | —  | — | — | —  | — |
| 2020–21    | HC Dynamo Pardubice | ELH        | 4  | 1  | 0  | 1  | 2  | —  | — | — | —  | — |
| 2020–21    | Modo Hockey         | Allsv      | 8  | 3  | 2  | 5  | 6  | —  | — | — | —  | — |
| 2020–21    | Colorado Avalanche  | NHL        | 5  | 0  | 0  | 0  | 4  | —  | — | — | —  | — |
| 2020–21    | Colorado Eagles     | AHL        | 20 | 6  | 10 | 16 | 10 | 2  | 0 | 1 | 1  | 0 |
| 2021–22    | Colorado Eagles     | AHL        | 46 | 19 | 12 | 31 | 26 | 9  | 1 | 4 | 5  | 6 |
| 2021–22    | Colorado Avalanche  | NHL        | 6  | 0  | 0  | 0  | 0  | —  | — | — | —  | — |
| 2022–23    | Colorado Eagles     | AHL        | 10 | 5  | 3  | 8  | 0  | —  | — | — | —  | — |
| 2022–23    | Colorado Avalanche  | NHL        | 27 | 1  | 2  | 3  | 4  | —  | — | — | —  | — |
| 2022–23    | San Jose Barracuda  | AHL        | 19 | 3  | 11 | 14 | 8  | —  | — | — | —  | — |
| 2022–23    | San Jose Sharks     | NHL        | 9  | 3  | 2  | 5  | 0  | —  | — | — | —  | — |
| 2023–24    | HC Dynamo Pardubice | ELH        | 30 | 14 | 15 | 29 | 12 | 16 | 5 | 4 | 9  | 4 |
| ELH totalt | ELH totalt          | ELH totalt | 98 | 24 | 23 | 47 | 34 | 23 | 8 | 6 | 14 | 8 |
| NHL totalt | NHL totalt          | NHL totalt | 56 | 6  | 5  | 11 | 10 | —  | — | — | —  | — |

### Internationellt
| År            | Lag           | Turnering     | Resultat      |    | Matcher | Mål | Assist | Poäng | Utv |
| ------------- | ------------- | ------------- | ------------- | -- | ------- | --- | ------ | ----- | --- |
| 2015          | Tjeckien      | U17           | 7:a           | 5  | 1       | 1   | 2      | 4     |     |
| 2016          | Tjeckien      | IH18          | 1             | 5  | 1       | 3   | 4      | 6     |     |
| 2017          | Tjeckien      | U18           | 7:a           | 5  | 1       | 1   | 2      | 16    |     |
| 2018          | Tjeckien      | JVM           | 4:a           | 7  | 2       | 5   | 7      | 6     |     |
| 2019          | Tjeckien      | JVM           | 7:a           | 5  | 3       | 1   | 4      | 14    |     |
| 2023          | Tjeckien      | VM            | 8:a           | 7  | 1       | 0   | 1      | 0     |     |
| Junior totalt | Junior totalt | Junior totalt | Junior totalt | 27 | 8       | 11  | 19     | 46    |     |
| Senior totalt | Senior totalt | Senior totalt | Senior totalt | 7  | 1       | 0   | 1      | 0     |     |